# Philippe Debureau
Philippe Debureau (* 25. April 1960 in Hinges) ist ein ehemaliger französischer Handballspieler.

## Karriere

### Verein
Philippe Debureau lernte das Handballspielen bei CG Haubourdin. Ab 1979 stand der 1,95 m große rechte Rückraumspieler im Kader von Carabiniers de Billy-Montigny in Lens. Im Sommer 1981 wechselte er zum Zweitligisten US Dunkerque, mit dem ihm 1982 der Aufstieg in die erste Liga gelang. Nach dem Abstieg 1984 schloss er sich dem Zweitligisten Stade Toulousain an, mit dem er 1985 in der Aufstiegsrelegation an US Ivry scheiterte. Nachdem auch in der folgenden Saison der Aufstieg misslang, kehrte er zum mittlerweile wieder in der ersten Liga spielenden Dunkerque zurück. 1988 und 1990 stieg er mit Dunkerque ab, kehrte aber jeweils in der folgenden Saison direkt zurück. 1991 erreichte er als Zweitligist die Finalspiele in der Coupe de France, die beide gegen HB Venissieux 85 verloren gingen. Debureau fehlte dabei verletzungsbedingt. In der Saison 1993/94 lief der Linkshänder für den Zweitligisten Cavigal Nice auf. Zum Abschluss seiner Karriere spielte er für den Ligakonkurrenten USAM Nîmes.

### Nationalmannschaft
Zwischen 1984 und 1992 bestritt Debureau für die französische Nationalmannschaft 186 Länderspiele, in denen er 500 Tore erzielte. Mit Frankreich gewann er die B-Weltmeisterschaft 1986 und die Silbermedaille bei den Mittelmeerspielen 1987. Bei der B-Weltmeisterschaft 1989 belegte er mit der Équipe den 5. Platz und bei der Weltmeisterschaft 1990 den 9. Platz. Beim Gewinn der Bronzemedaille bei den Olympischen Spielen 1992 in Barcelona warf er sieben Tore in fünf Einsätzen.